# Žalm 125

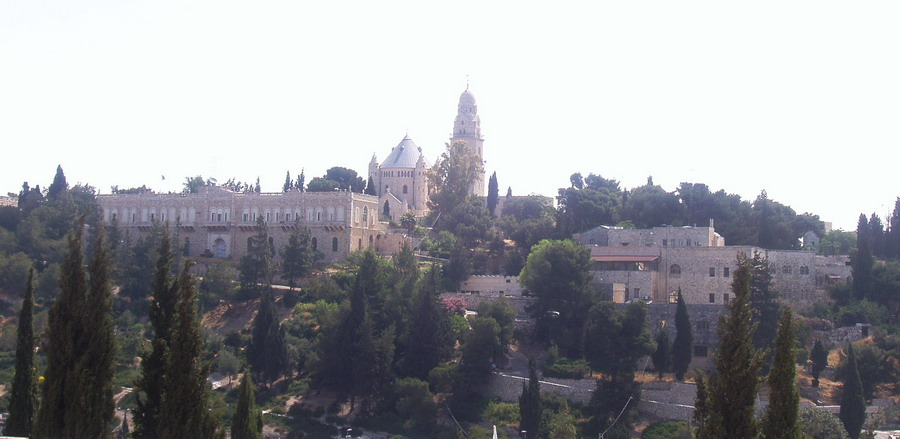
Hora Sijón nad Jeruzalémem, zmiňovaná v žalmu 125

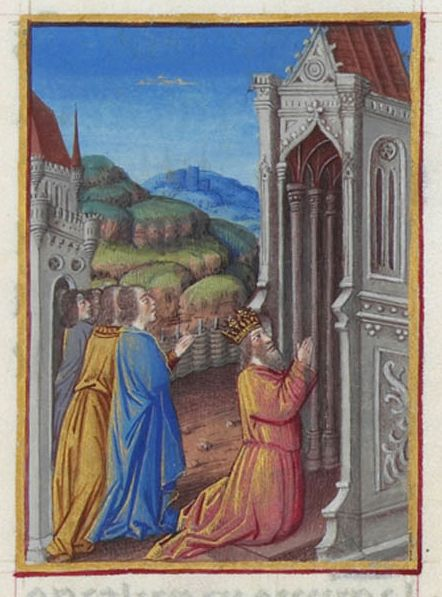
Žalm 125, úryvek z Přebohatých hodinek vévody z Berry

Žalm 125 (Kdo doufají v Hospodina, jsou jak hora Sijón, lat. Qui confidunt in Domino sicut mons Sion), podle řeckého překladu žalm 124) je součástí starozákonní Knihy žalmů. 

## Text
| verš | hebrejský originál                                                          | český překlad                                                                                           | latinský překlad (Vulgata)                                                                                  |
| ---- | --------------------------------------------------------------------------- | --- | --- |
| 1    | שִׁיר, הַמַּעֲלוֹת:הַבֹּטְחִים בַּיהוָה-- כְּהַר-צִיּוֹן לֹא-יִמּוֹט, לְעוֹלָם יֵשֵׁב                      | Poutní píseň. Kdo doufají v Hospodina, jsou jak hora Sijón: nepohne se, strmí věčně.                    | [Canticum graduum] Qui confidunt in Domino sicut mons Sion non commovebitur in aeternum qui habitat         |
| 2    | יְרוּשָׁלִַם-- הָרִים, סָבִיב לָהּ:וַיהוָה, סָבִיב לְעַמּוֹ-- מֵעַתָּה, וְעַד-עוֹלָם                    | Kolem Jeruzaléma jsou hory, kolem svého lidu je Hospodin, nyní i navěky.                                | In Hierusalem montes in circuitu eius et Dominus in circuitu populi sui ex hoc nunc et usque in saeculum    |
| 3    | כִּי לֹא יָנוּחַ, שֵׁבֶט הָרֶשַׁע-- עַל, גּוֹרַל הַצַּדִּיקִים:לְמַעַן, לֹא-יִשְׁלְחוּ הַצַּדִּיקִים בְּעַוְלָתָה יְדֵיהֶם | Nesetrvá žezlo zvůle na údělu spravedlivých, aby snad nevztáhli spravedliví své ruce k podlostem.       | Quia non relinquet virgam peccatorum super sortem iustorum ut non extendant iusti ad iniquitatem manus suas |
| 4    | הֵיטִיבָה יְהוָה, לַטּוֹבִים; וְלִישָׁרִים, בְּלִבּוֹתָם                                        | Hospodine, prokaž dobro dobrým, těm, kdo mají přímé srdce!                                              | Benefac Domine bonis et rectis corde                                                                        |
| 5    | וְהַמַּטִּים עֲקַלְקַלּוֹתָם-- יוֹלִיכֵם יְהוָה, אֶת-פֹּעֲלֵי הָאָוֶן:שָׁלוֹם, עַל-יִשְׂרָאֵל                  | Ale ty, kdo uhýbají na své křivolaké stezky , zažene Hospodin s pachateli ničemností. Pokoj s Izraelem! | Declinantes autem in obligationes adducet Dominus cum operantibus iniquitatem pax super Israhel             |

## Užití v liturgii

### V křesťanství
V katolické církvi se používá při denní modlitbě církve v pondělí třetího týdne během nešpor.

### V judaismu
V judaismu je užíván při svátku sukot a při šabatu.

## Užití v hudbě
Mezi významná hudební zpracování žalmu 125 patří díla těchto autorů:
- Sébastien de Brossard spolu s C.-H. Gervaisem (velké moteto In convertendo Dominus)
- Marc-Antoine Charpentier ve formě velkého moteta třikrát vždy pod názvem In convertendo Dominus H.169
- Jean-Philippe Rameau ve formě velkého moteta In convertendo